# Elecciones municipales de Avellaneda 1997
Véanse también: Elecciones legislativas de Argentina de 1997
Las elecciones municipales de Avellaneda de 1997 se realizaron el 14 de mayo junto con las elecciones legislativas nacionales. En estos comicios, se renovó la mitad de los miembros del Concejo Deliberante y el Consejo Escolar de Avellaneda que fueron elegidos en las elecciones municipales de Avellaneda de 1993.

## Candidaturas y Resultados
Se presentaron 10 partidos o alianzas políticas en estas elecciones y sus resultados electorales fueron
|  | 52.42 % |

|  | 34.61 % |

|  | 4.39 % |

|  | 1.63 % |

|  | 1.63 % |

|  | 1.17 % |

|  | 1.17 % |

|  | 1.17 % |

|  | 0.90 % |

|  | 0.86 % |

| Partido político                                    | Concejales | Consejeros Escolares                               |
| --------------------------------------------------- | --- | -------------------------------------------------- |
| Alianza para el Trabajo, la Justicia y la Educación | - Aurora Constanza Mazas - Francisco R. Del Castillo - Joaquín Escobar - Nelly Olga Manresa - Roberto Mario Sosa - Patricia Juana Domínguez - Rubén Mario Spina | - Raúl Gerardo Sánchez - Verónica Rosana López     |
| Frente Justicialista Bonaerense                     | - Antonio Hugo Caruso - Oscar Alberto Fariña - María de Jesús Balbuena Miranda - Jorge Norberto Degli Innocenti - Juan Carlos Gómez                             | - Alfredo Gerardo Fernández - Ernestina Noemí Pujo |